# Vida Cotidiana
Vida Cotidiana é o décimo álbum de estúdio do músico colombiano Juanes. Foi lançado em 19 de maio de 2023, pela Universal Music Latino. Uma versão deluxe com duas faixas bônus foi lançada em 29 de setembro de 2023. O álbum marca um retorno às suas raízes do rock depois que seus dois álbuns originais anteriores experimentaram novos gêneros.

## Faixas
| Vida Cotidiana — Versão padrão |                                         |         |  |
| N.º                            | Título                                  | Duração |  |
| 1.                             | "Mayo"                                  | 3:35    |  |
| 2.                             | "Veneno"                                | 3:09    |  |
| 3.                             | "Más"                                   | 3:52    |  |
| 4.                             | "Canción Desaparecida (Part. Mabiland)" | 2:50    |  |
| 5.                             | "Ojalá"                                 | 3:13    |  |
| 6.                             | "Cecilia (Part. Juan Luis Guerra)"      | 3:28    |  |
| 7.                             | "Gris"                                  | 3:09    |  |
| 8.                             | "Amores Prohibidos"                     | 3:15    |  |
| 9.                             | "Vida Cotidiana"                        | 3:02    |  |
| 10.                            | "El Abrazo"                             | 3:06    |  |
| 11.                            | "Vuelo"                                 | 2:46    |  |
| Duração total:                 | Duração total:                          | 35:31   |  |

| Vida Cotidiana — Versão Deluxe |                           |         |  |
| N.º                            | Título                    | Duração |  |
| 12.                            | "Semilla"                 | 3:16    |  |
| 13.                            | "La Versión En Mi Cabeza" | 3:13    |  |
| Duração total:                 | Duração total:            | 42:00   |  |